# Ромашина, Светлана Алексеевна
Светла́на Алексе́евна Рома́шина (род. 21 сентября 1989, Москва) — российская спортсменка, выступающая в синхронном плавании. Семикратная олимпийская чемпионка, 21-кратная чемпионка мира, 13-кратная чемпионка Европы. Выступала в дуэте с Натальей Ищенко (в 2009—2012 и в 2015—2016 годах) и со Светланой Колесниченко (в 2013—2014 годах и с 2019 года), а также в соло и группе. Самая титулованная спортсменка в истории синхронного плавания. В сборной России с 2005 года.
Завершила свою спортивную карьеру в 2023 году. Участница 1 сезона шоу «Титаны» №11, занявшая последнее (99-е) место.

## Награды и звания
- Заслуженный мастер спорта России (2005)
- Орден «За заслуги перед Отечеством» IV степени (13 августа 2012 года) — за большой вклад в развитие физической культуры и спорта, высокие спортивные достижения на Играх XXX Олимпиады 2012 года в городе Лондоне (Великобритания)[1].
- Орден Александра Невского (11 августа 2021 года) — за большой вклад в развитие отечественного спорта, высокие спортивные достижения, волю к победе, стойкость и целеустремленность, проявленные на Играх XXXII Олимпиады 2020 года в городе Токио (Япония)[2].
- Орден Почёта (25 августа 2016 года) — за высокие спортивные достижения на Играх XXXI Олимпиады 2016 года в городе Рио-де-Жанейро (Бразилия), проявленные волю к победе и целеустремлённость[3].
- Орден Дружбы (2 августа 2009 года) — за большой вклад в развитие физической культуры и спорта, высокие спортивные достижения на Играх XXIX Олимпиады 2008 года в Пекине[4].
- Почётная грамота Президента Российской Федерации (19 июля 2013 года) — за высокие спортивные достижения на XXVII Всемирной летней универсиаде 2013 года в городе Казани[5].
- «Серебряная лань» — лучший спортсмен года (Федерация спортивных журналистов России, 18 декабря 2013 года)[6].

## Общественная позиция
В 2024 году являлась доверенным лицом кандидата в президенты России Владимира Путина.

## Факты
- Умеет задерживать дыхание на 4,5 минуты[10].
- Посол чемпионата мира по водным видам спорта 2015 года.
- Занимается парусным спортом, участница международных регат[11].
- Дочь – Александра (род. 4 ноября 2017).[12] Названа в честь коллеги по синхронному плаванью Александры Пацкевич.
- В ноябре 2022 года стала участницей и впоследствии победительницей шоу «Наследники и самозванцы» на телеканале ТВ3.
- В 2024 году приняла участие в шоу «Титаны» на ТНТ.